# Чуллу (Агдамский район)
Чуллу́ (азерб. Çullu) — село в Агдамском районе Азербайджана.

## Этимология
Название происходит от рода Чолляр.

## История
Первые упоминания села датированы серединой XIX века. В Кавказском календаре за 1856 год отмечается «татарская» (азербайджанская) - шиитская деревня Таракемэ Чуллу.
В 1926 году согласно административно-территориальному делению Азербайджанской ССР село относилось к дайре Хиндристан Агдамского уезда.
После реформы административного деления и упразднения уездов в 1929 году был образован Кузанлинский сельсовет в Агдамском районе Азербайджанской ССР.
Согласно административному делению 1961 и 1977 года село Чуллу входило в Кузанлинский сельсовет Агдамского района Азербайджанской ССР.
В 1999 году в Азербайджане была проведена административная реформа и был учрежден Кузанлинский муниципалитет Агдамского района.

## География
Неподалёку от села протекает река Хачинчай.
Село находится в 40 км от райцентра Агдам, в 2 км от временного райцентра Кузанлы и в 320 км от Баку.
Высота села над уровнем моря — 116 м.

## Население
| Численность населения |
| 1979                  |
| --------------------- |
| 500                   |

## Климат
В селе холодный семиаридный климат.